# Рипянка
Ри́пянка (укр. Ріп'янка) — село в Калушской общине Калушского района Ивано-Франковской области Украины.
Население по переписи 2001 года составляло 702 человека. Занимает площадь 13,87 км². Почтовый индекс — 77354. Телефонный код — 03472.